# Namibie na Letních olympijských hrách 1992
Namibie se účastnil Letní olympiády 1992 ve španělské Barceloně. Zastupovalo ho 6 sportovců (5 mužů a 1 žena) ve 3 sportech.

## Medailisté
| Medaile | Jméno              | Sport    | Soutěž            |
| ------- | ------------------ | -------- | ----------------- |
| Stříbro | Frankie Fredericks | Atletika | muži běh na 100 m |
| Stříbro | Frankie Fredericks | Atletika | muži běh na 200 m |